# Kanton Maurepas
Kanton Maurepas is een kanton van het Franse departement Yvelines. Het kanton maakt deel uit van de arrondissementen Rambouillet (14/16) en Versailles (2/16). Het heeft een oppervlakte van 128.25 km² en telt 70.365 inwoners in 2018, dat is een dichtheid van 549 inwoners/km².

## Gemeenten
Het kanton Maurepas omvatte tot 2014 de volgende 4 gemeenten:
- Coignières
- Élancourt
- Maurepas (hoofdplaats)
- La Verrière

Door de herindeling van de kantons bij decreet van 21 februari 2014 met uitwerking op 22 maart 2015 werd het kanton gewijzigd. 
Sindsdien omvat het volgende 16 gemeenten:
- Châteaufort
- Chevreuse
- Choisel
- Coignières
- Dampierre-en-Yvelines
- Lévis-Saint-Nom
- Magny-les-Hameaux
- Maurepas (hoofdplaats)
- Le Mesnil-Saint-Denis
- Milon-la-Chapelle
- Saint-Forget
- Saint-Lambert
- Saint-Rémy-lès-Chevreuse
- Senlisse
- Toussus-le-Noble
- Voisins-le-Bretonneux